# Weißer Nil

Der Weiße Nil mit Nebenflüssen und Anrainerstaaten

Der Weiße Nil ist einer der beiden Hauptquellflüsse des Nils. Er hat seine Quellen in den Bergen von Ruanda, Burundi und teils in Tansania. Er durchfließt nach dem Verlassen des Victoriasees Uganda und den Südsudan und vereinigt sich bei Khartum im Sudan mit dem Blauen Nil zum Nil.
Der Weiße Nil erhält sein Wasser aus den immerfeuchten Tropen Mittelafrikas und zu einem geringen Teil über den Sobat auch aus den wechselfeuchten Tropen Ostafrikas.
Der Weiße Nil hat gegenüber dem Blauen Nil ein mehr als fünfmal so großes Einzugsgebiet und mit rund 3800 Kilometern eine mehr als 2,5-fache Länge und wird deshalb trotz der im Sudan geringeren Wasserführung meistens als eigentlicher Nil angesehen. Sein Quellfluss oberhalb des Victoriasees ist fast 900 km lang, zwischen dem Victoriasee und Khartum hat er eine Länge von 2870 km.

## „Caput Nili quaerere“
Caput Nili quaerere war in der Römerzeit ein Sprichwort für „etwas Sinnloses unternehmen“. Die Suche nach den Quellen des Nils ist eine geographische Unternehmung, die sich seit der ersten Diskussion um seine Quellen durch Herodot (Zitat: „Von den Quellen des Nils wollte keiner von den Ägyptern, Libyern oder Griechen, mit welchen ich davon gesprochen habe, etwas wissen …“) fast 2400 Jahre hinzog. Der altgriechische Dichter Aischylos spricht über „das vom Schnee genährte Ägypten“ und Aristoteles verortet die Quellen des Nils als ein „Geheimnis des Silberberges“ (eventuell Bezug auf einen vergletscherten Ruwenzori).

## Namensgebung
Streng genommen ist Weißer Nil nur der Name des Bahr al-Abiad (arabisch Weißer Fluss) zwischen dem No-See im Sudd und der Vereinigung mit dem Blauen Nil bei Khartum. Im allgemeinen Sprachgebrauch bezeichnet der Name jedoch den Fluss zwischen dem Victoriasee und Khartum und schließt häufig auch den bzw. die Quellflüsse oberhalb des Victoriasees ein.

## Quellflüsse
Der Weiße Nil entsteht aus den Quellflüssen des größten Victoriasee-Zuflusses, des Kagera (im Oberlauf auch Akagera), der seinerseits in den hoch gelegenen Hügelländern von Ruanda und Burundi aus zwei Quellflüssen gespeist wird. Man bezeichnet diese im Verlaufe verschiedene Namen führenden Quelläste nach der Lage ihrer Quellgebiete auch als:
1. Burundischer Quellfluss (länger)
2. Ruandischer Quellfluss (größer)

### Burundischer Quellfluss:Luvironza-Ruvuvu
Der Ruvuvu (auch Ruwubu, Ruwuwu oder Ruvusu) bildet mit dem Nebenfluss Luvironza den südlichsten und mit mindestens 400 km längsten Quellfluss des Kagera und damit des Nil; dessen Gesamtlänge wird über diesen Fließweg gemessen. Die Quelle des Ruvuvu liegt auf etwa 2240 m Höhe in einer Hochtalmulde der östlichen Randgebirge des Ostafrikanischen Grabenbruchs. Der Luvironza entspringt etwa 45 km östlich des Tanganjikasees zwischen Bururi und Rutana. Ein erster bedeutender rechter Nebenbach übertrifft ihn etwas an Länge, so dass dessen Quelle als mündungsfernste Nilquelle gefasst und mit einem pyramidenförmigen Monument markiert ist.
Nach Einmündung des Luvironza fließt der Ruvuvu im Wesentlichen nordostwärts und ist auf den letzten Kilometern schiffbar. Er mündet nach einem windungsreichen Verlauf, der von lang gestreckten Schichtkämmen und sumpfigen Schwemmlandebenen gesäumt wird, in den Kagera.

### Ruandischer Quellfluss:Rukarara-Mwogo-Nyabarongo-Akagera
Der Rukarara-Nyabarongo, im untersten Laufabschnitt bereits Akagera genannt, bildet den nördlicheren und kürzeren, jedoch etwas wasserreicheren Quellfluss des Kagera. Die Quelle des Oberlaufes, des Rukarara, wurde von Richard Kandt im Jahr 1898 im südlichen Ruanda gefunden (rund 185 km nördlicher als die des Burundischen Quellflusses). Diese ebenfalls als Source du Nil bekannte Quelle liegt auf der östlichen Grabenschulter des Ostafrikanischen Grabens in etwa 2700 Metern Höhe im Nyungwe-Wald, einem bedeutenden tropischen Bergwaldgebiet etwa 40 km südöstlich des Kiwusees. Der ostwärts fließende Rukarara mündet nach 50 km in den etwas kleineren, nach Norden fließenden Mwogo. Nach einer Talenge heißt der Fluss dann Nyabarongo (auch Njawarongo). Mit der Einmündung des großen, von Norden aus dem regenreichsten Teil des Kagera-Einzugsgebietes kommenden Mukungma wendet sich der Nyabarongo abrupt nach Osten. Der einstige Lauf weiter nordwärts war mit der Entstehung der Virunga-Vulkane versperrt, und das Flusssystem insgesamt wurde mit den sich hebenden Rändern des Ostafrikanischen Grabens sukzessive nach Osten ausgekippt. Der Nyabarongo umfließt später in geringer Entfernung Ruandas Hauptstadt Kigali. Ab dort ist er bedingt schiffbar, so wie auch der von Süden zufließende, 165 km lange Akanyaru (auch Akanjaru). Dem Nyabarongo folgt später die ruandische Grenze nach Burundi und Tansania hin. Der aufsedimentierende Fluss lässt in vielen Nebentälern Nischenseen entstehen. Der größte ist der ufernahe Rugwerosee (Lac Rweru); ab da führt der Fluss bereits den Namen Kagera (oder Akagera).

### Kagera-Nil
Nur einen Kilometer unterhalb der Vereinigung der beiden Quellflüsse stürzt der Kagera in den Rusumo-Fällen (Chutes Rusumu) durch eine Felsenge und knickt markant nach Norden ab. Der nun über 230 km wieder schiffbare Grenzfluss durchfließt meist sumpfige Tal- und Beckenlandschaften und passiert den Akagera-Nationalpark. Am „Nordknie“ knickt der Flusslauf abermals spitzwinklig nach Osten ab. Im nördlichen Tansania nordostwärts fließend, erreicht er über zahlreiche Stromschnellen nach weiteren 290 km das Westufer des Victoriasees. Das Einzugsgebiet des Kagera (circa 60.000 km²) entwässert den größten Teil von Ruanda, die Hälfte des Staates Burundi, aber auch kleine Teile Nordwest-Tansanias. Früher wurde der Kagera oft nicht als Teil des Nil angesehen, trotz seiner Länge von insgesamt weit über 900 km und einer Wasserführung von über 230 m³/s.

## Abschnitte des Weißen Nils

### Victoria-Nil, Kyoga-Nil und Albert-Nil
Der Victoriasee hat sich erst vor etwa einer Million Jahren in der flachen Senke zwischen den zwei Hauptarmen des Ostafrikanischen Grabens gebildet. Während der trockenen kältesten Phasen der Eis-/Kaltzeiten konnte der See trockenfallen. Nach dem Ende der letzten Kaltzeit ist der See vor etwa 12.000 Jahren nach Norden hin übergelaufen und fand Kontakt mit dem Flusssystem des Weißen Nils.
Der den Victoriasee in Uganda nach Norden verlassende Victoria-Nil wird wenig unterhalb der einstigen Owen Falls und Ripon Falls durch den Owen-Falls-Damm so hoch aufgestaut, dass auch der Seespiegel des Viktoriasees etwas angehoben ist. Unterhalb der Bujagali-Stromschnellen passiert der Fluss den flachen Kyogasee, der einen durch tektonische Senkung überfluteten Talabschnitt darstellt. Als Kyoga-Nil überwindet er auf einer 85 km langen Gefällestrecke einschließlich der Karuma Falls und der Murchison Falls (auch Kabalega Falls, im Murchison Falls National Park gelegen) 350 Höhenmeter und erreicht dann in trägem Lauf den Albertsee. Von diesem nach dem Prinzgemahl der Königin Victoria von Großbritannien benannten See erhält der Nil im folgenden Abschnitt seinen Namenszusatz.

### Bahr al-Dschabal
Ab der Grenze zu Südsudan heißt der Flusslauf Bahr al-Dschabal (arabisch: Bergfluss; auch Bahr al-Jabal, Bahr el-Dschebel). Nach einer weiteren, an kleineren Stromschnellen reichen Gefällestrecke von rund 150 km Länge verlässt er bei der Stadt Juba das Hochland. Bei der Stadt Bur tritt er in das Sumpfgebiet des Sudd ein, das sich mehr als 300 km nach Norden erstreckt. Hier verdunsten 51 % des Nilwassers, wobei die Wasserführung von 1048 m³/s auf 510 m³/s abnimmt.

### Bahr al-Abiad

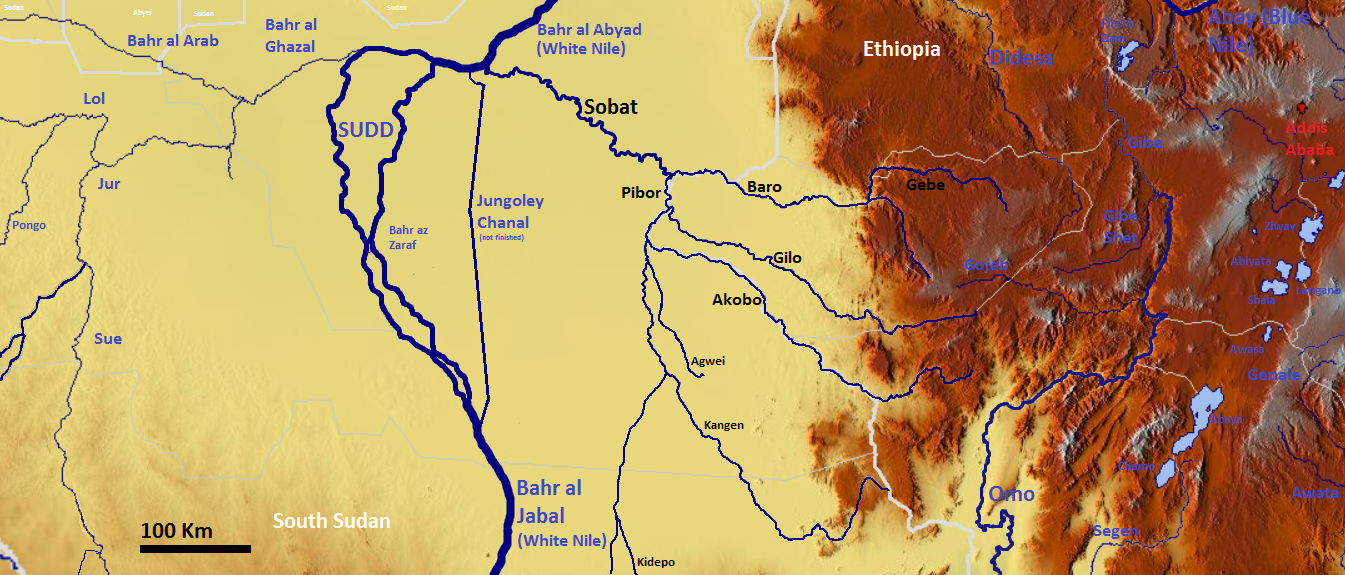
Der Weiße Nil mit seinen Zuflüssen im Bereich des Sudd.

Kurz vor Verlassen des Sudd trifft der Bahr al-Dschabal mit dem von links kommenden, langen, aber wasserarmen Fluss Bahr al-Ghazāl (2 m³/s) im No-See zusammen und wird von dort an als Bahr al-Abiad (Weißer Nil) bezeichnet, der nun zunächst ostwärts weiterfließt. Bei der Stadt Malakal münden rechts der unvollendete Jonglei-Kanal und der kräftige, lehmfarbene Sobat (412 m³/s).
Dann fließt er nordwärts weiter in Richtung Khartum. Dabei bildet er auf einer Länge von etwa 30 km die Grenze zwischen Südsudan und dem Sudan.

### Städte am Ufer des Weißen Nils
- Ruanda
  - Kigali
- Uganda
  - Kampala (am Victoriasee)
  - Jinja
- Südsudan
  - Juba
  - Malakal
- Sudan
  - Kusti
  - Rabak
  - Khartum (al-Chartūm)
  - Omdurman (Umm Durmān)

## Vereinigung mit dem Blauen Nil
Zwischen Khartum und Omdurman vereinigt er sich mit dem Blauen Nil, der von rechts (Südosten) aus Äthiopien kommt. Danach wird der Strom als Nil bzw. als Nahr an-Nīl (arabisch: Nilfluss) bezeichnet.

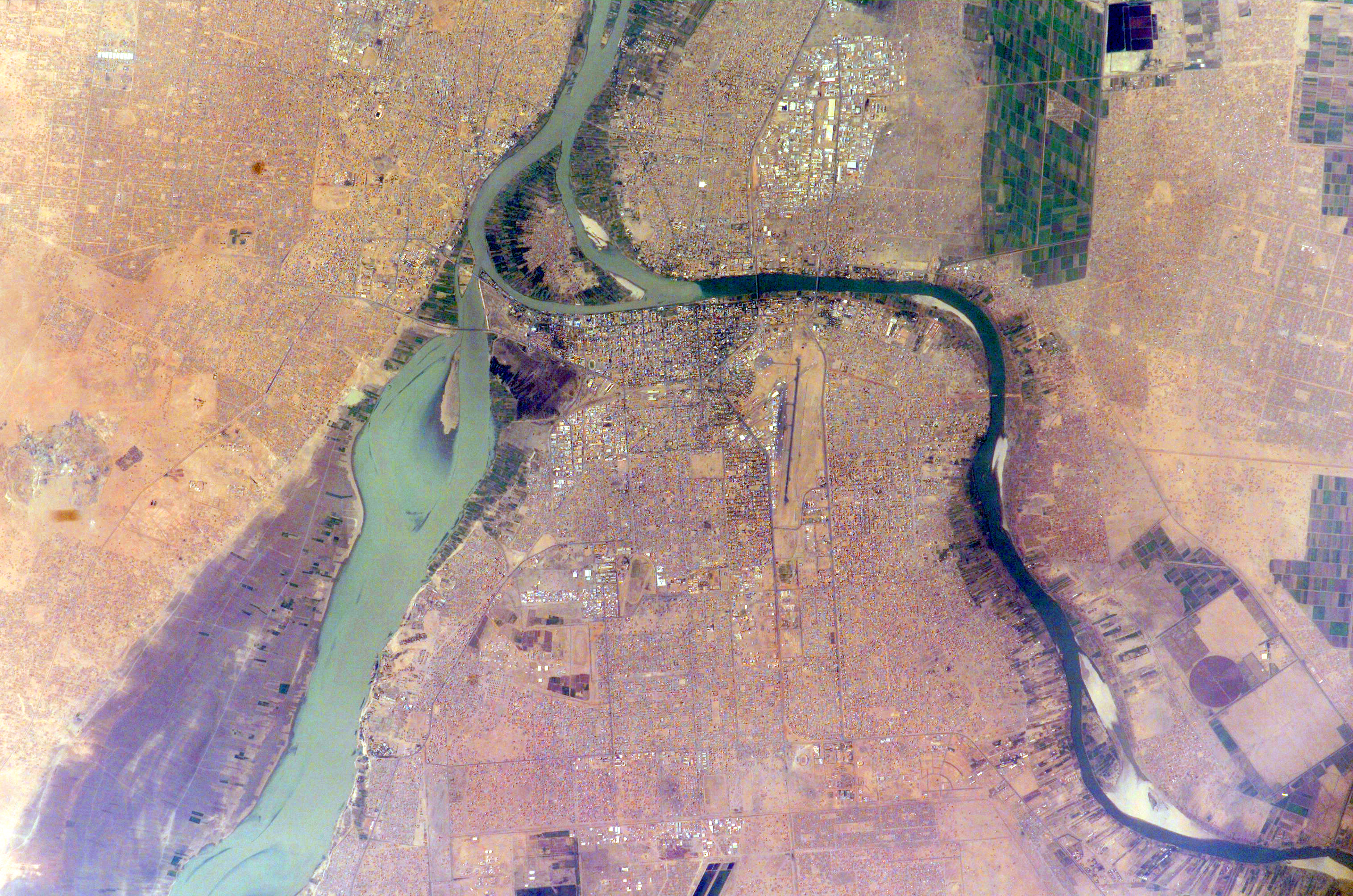
Dominanz des Weißen Nil (unten) über den Blauen Nil (rechts) in der Trockenzeit (April)
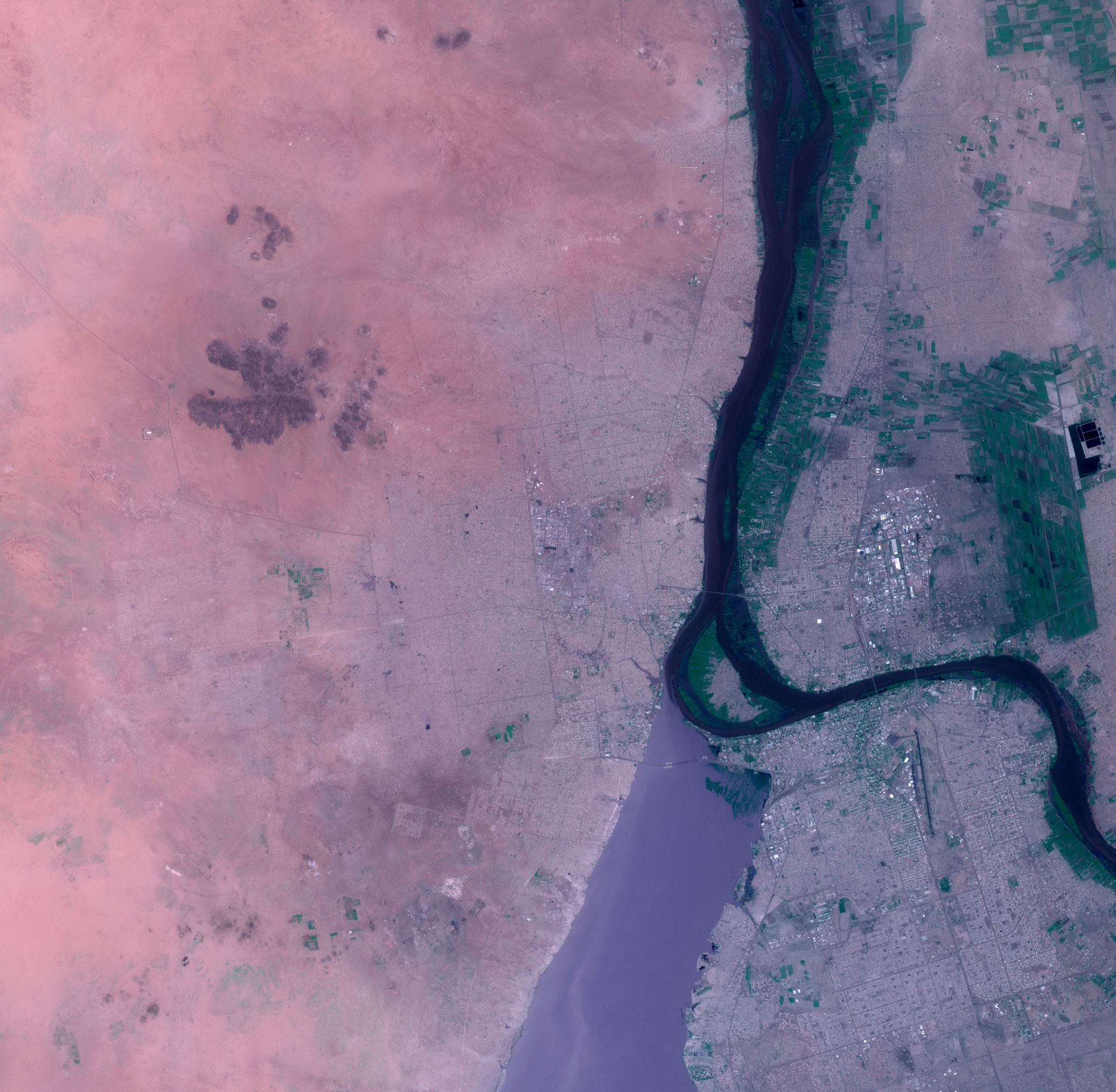
Dominanz des Blauen Nil über den zurückgestauten Weißen Nil zur Regenzeit (August)
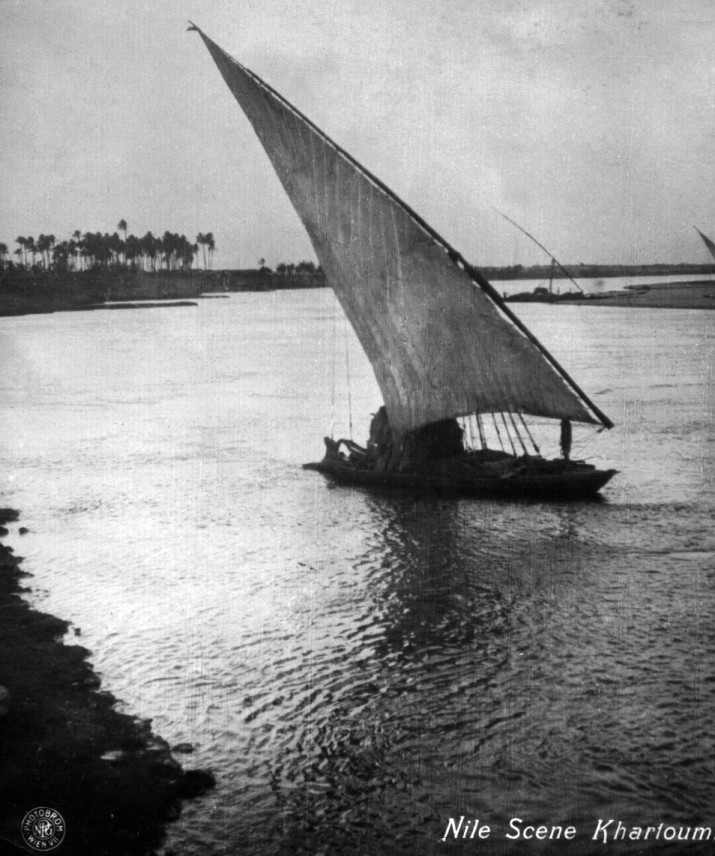
Der Nil bei Khartum um 1910
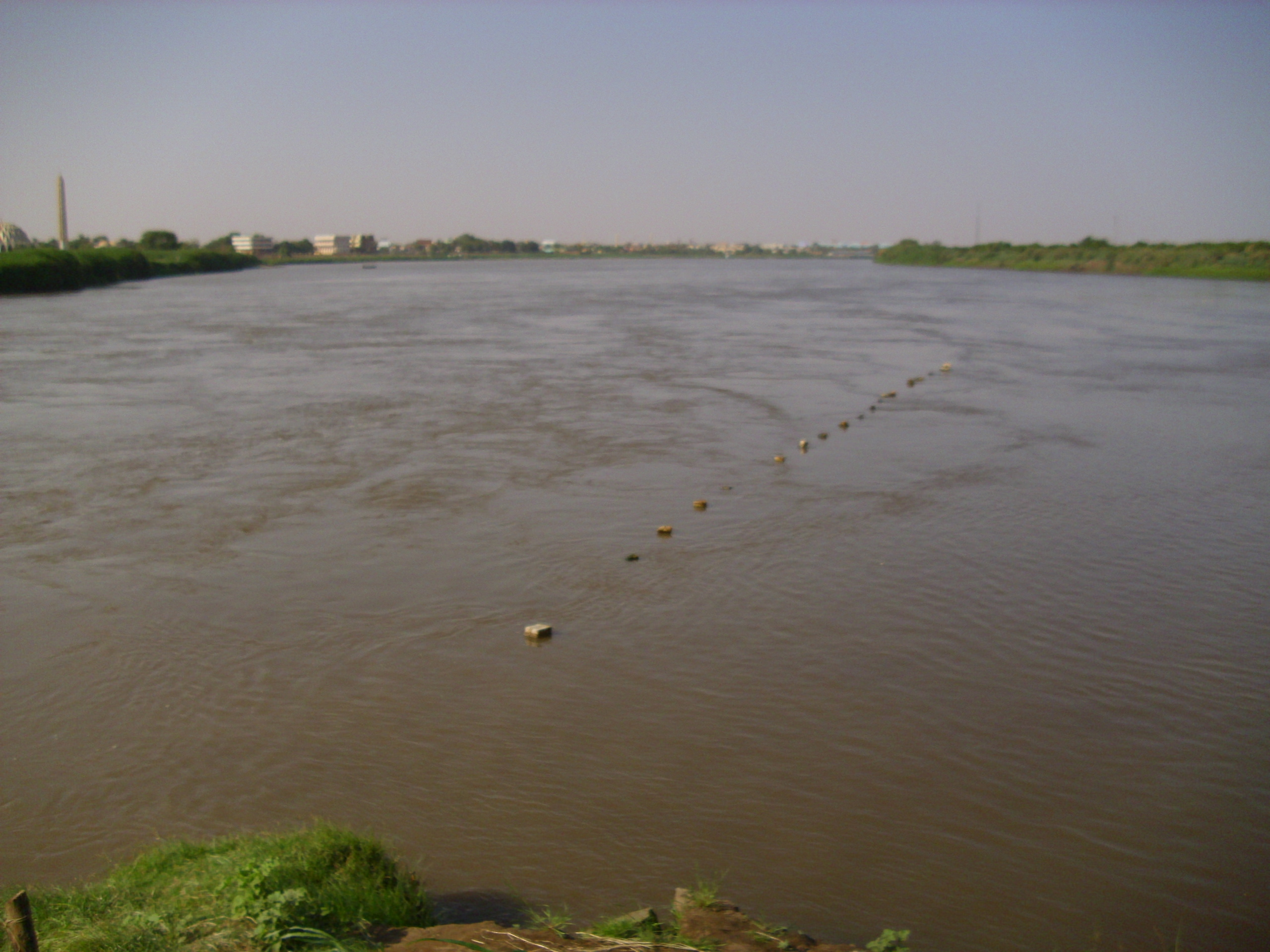
Der Zusammenfluss von Weißem und Blauem Nil 2010

## Hydrometrie
Die Durchflussmenge des Flusses wurde 70 Jahre lang (1912–1982) am Pegel Malakal, kurz nach dem Sudd bei etwa 2/3 des Einzugsgebietes, in m³/s gemessen. Die Wasserführung nimmt im weiteren Verlauf auf Grund von Bewässerung und Verdunstung ab. Zudem bekommt der Weiße Nil bis zum Zusammenfluss mit dem Blauen Nil im ariden Sudan kaum weiteres Wasser.
- Diagrammdaten:
- Definition |
- Rohdaten |
- Hilfe

## Nebenflüsse
Linke (hier westliche) Nebenflüsse:
- Bahr al-Ghazal
- Wadi al-Malik (oft trocken)

Rechte (hier östliche) Nebenflüsse:
- Sobat

## Wasserfälle
Der Oberlauf des Weißen Nil verläuft in tektonisch unruhigem Gebiet und war in der jüngeren geologischen Vergangenheit vielen Änderungen unterworfen. Das spiegelt sich im unausgeglichenen Längsprofil des Flusses mit zahlreichen kleineren und größeren Wasserfällen und Stromschnellen. Dazu gehören:
- Rusumo Falls (Chutes Rusumu) auf der Grenze von Ruanda und Tansania
- Kuruma-Schnellen in Tansania – östlich vom Nordknie des Kagera
- Ripon Falls in Uganda – (durch den Owen-Falls-Damm vom Victoriasee überflutet)
- Owen Falls in Uganda – (durch den Owen-Falls-Damm vom Victoriasee überflutet)
- Bujagali-Falls in Uganda – unterhalb des Owen-Falls-Dammes (überflutender Staudamm in Bau)
- Murchison Falls (auch Kabelega Falls genannt) in Uganda

## Wasserbauliche Eingriffe und Nutzungskonflikte
Das im Südsudan gelegene Sumpfgebiet des Sudd stellt ein großes Hindernis für die Schifffahrt dar. Der seit Jahrzehnten mit Unterbrechungen im Bau gewesene Jonglei-Kanal sollte hier Abhilfe schaffen und durch beschleunigten Abfluss die hohen natürlichen Verdunstungsverluste mindern. Dies würde zugleich eine weitgehende Trockenlegung der Sumpflandschaft bedeuten mit schwerwiegenden Folgen für Fauna und Flora und mit kaum einschätzbaren regionalklimatischen Auswirkungen.
Da im Jahresmittel nur noch gut fünf Prozent des Abflusses unterhalb der Atbara-Mündung das Mittelmeer erreichen, ist eine Verschärfung der Konflikte um die Wasserverteilung absehbar. Ägypten und der Sudan stellten im Jahre 1959 in bilateralen Verhandlungen fest, dass die jährliche Gesamtmenge des verfügbaren Nilwassers durchschnittlich 84 Mrd. m³ beträgt, wovon jährlich durchschnittlich 10 Mrd. m³ durch Verdunstung und Versickerung verlorengehen würden. Gemessen wurde der Wasserdurchsatz (rund 2660 m³/s) auf der Höhe des alten Assuan-Staudamms. Ägypten bewilligte sich jährlich 55,5 Mrd. m³ und gestand dem Sudan 18,5 Mrd. m³ zu. Da der Nil aber zehn Anrainerstaaten hat, von denen die meisten im Abkommen von 1959 nicht erwähnt wurden, ergibt sich für den größten Teil der rund 300 Millionen Flussanwohner eine Unterversorgung, da Ägypten seine Wasseransprüche notfalls mit Gewalt durchsetzen will. In der seit 1999 bestehenden Nile Basin Initiative wird zwar versucht, partnerschaftliche Regelungen herbeizuführen, doch das bestehende Ungleichgewicht, in dem Ägypten und Sudan rund 88 % der Wassernutzung vorbehalten sind, wogegen Äthiopien, aus dessen Staatsgebiet rund 90 % des Abflusses stammen, nur eine minimale Nutzung zugestanden wird, äußert sich inzwischen in einer separaten Rahmenvereinbarung der Oberlieger-Staaten aus dem Jahr 2010 mit dem Ziel größerer Eigennutzung (Abkommen von Entebbe).
Eine solche verstärkte Nutzung stellt auch das im Bau befindliche ugandische Wasserkraftwerk unterhalb der Bujagali-Stromschnellen des Viktoria-Nil dar.

## Geschichte
Bereits die alten Römer waren auf der Suche nach den Quellen des riesigen Stromes („caput Nili quaerere“, im Vulgärlateinischen doppeldeutig, da auch als „Das Haupt des Nichts suchen“ übersetzbar.). Im zweiten Jahrhundert nach der Zeitenwende schrieb Claudius Ptolemäus aufgrund von Reiseberichten, der Nil entströme zwei großen Binnenseen in Äquatornähe. Nahe den Seen erhöben sich die Montes Lunae. Dieser Aussage und seiner Weltkarte folgten arabische und europäische Darstellungen des Mittelalters.
Viele Afrikaforscher haben versucht, die tatsächliche Quelle des (Weißen) Nil zu finden. Bei einer Expedition, die von 1821 bis 1822 dauerte, erreichte der Franzose Frédéric Cailliaud den Zusammenfluss von Blauem und Weißem Nil. Der in Ägypten lebende Linant de Bellefonds verfolgte 1827 den Weißen Nil stromaufwärts, wurde jedoch am 13. Breitengrad durch örtliche Feindseligkeiten am weiteren Fortkommen gehindert. 1861 stellte die niederländische Afrikaforscherin Alexine Tinne in Kairo eine Expedition zusammen, musste diese aber aus logistischen Gründen nach einigen Monaten erfolglos abbrechen. 1866 machte sich der britische Forscher David Livingstone auf Expeditionen zu den Quellen des Nil und des Kongo; er meinte sie im viel weiter südlich liegenden Bangweulusee gefunden zu haben, erreichte die wirkliche Quelle aber nie. 1857 gingen die Briten John Hanning Speke und Richard Francis Burton gemeinsam auf Erkundung des Victoriasees: John Speke sah in ihm die Quelle, Richard Burton jedoch im südlicheren Tanganjikasee. 1858 machte sich John Speke, nun in Begleitung mit James Augustus Grant, erneut auf Expedition, und sie entdeckten 1862 die Ripon Falls im Norden des Victoriasees, der fälschlicherweise als Nilquelle angesehen wurde. Die Quelle des Kagera-Nil am burundischen Luvironza, die der mündungsfernsten Nil-Quelle entspricht, wurde 1893 von Oskar Baumann und Oskar Lenz gemeinsam entdeckt, aber nicht genau bestimmt. 1898 entdeckte Richard Kandt die Rukarara-Quelle (Ruandischer Quellfluss) im Nyungwe-Wald. Erst 1937 wurde die geographische Lage der Luvironza-Quelle von Burkhart Waldecker (1902–1964) genau bestimmt. Auch der Brite Samuel White Baker und der Italiener Romolo Gessi, die sich ebenfalls auf die Suche machten, haben erfolgreiche Expeditionen unternommen.

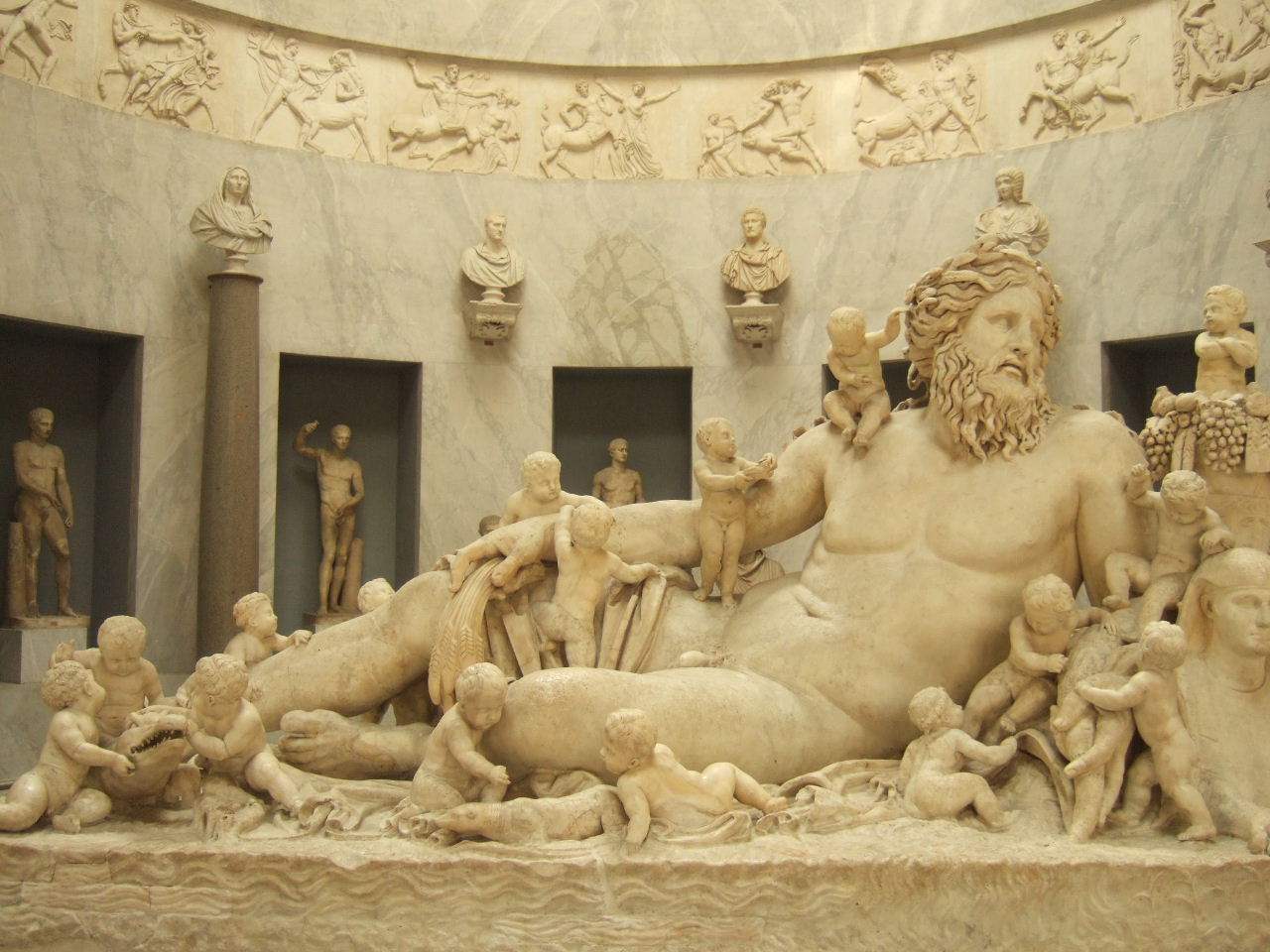
„Der Nil“ – römische Arbeit aus dem 1. Jh. n. Chr. im Vatikanischen Museum.
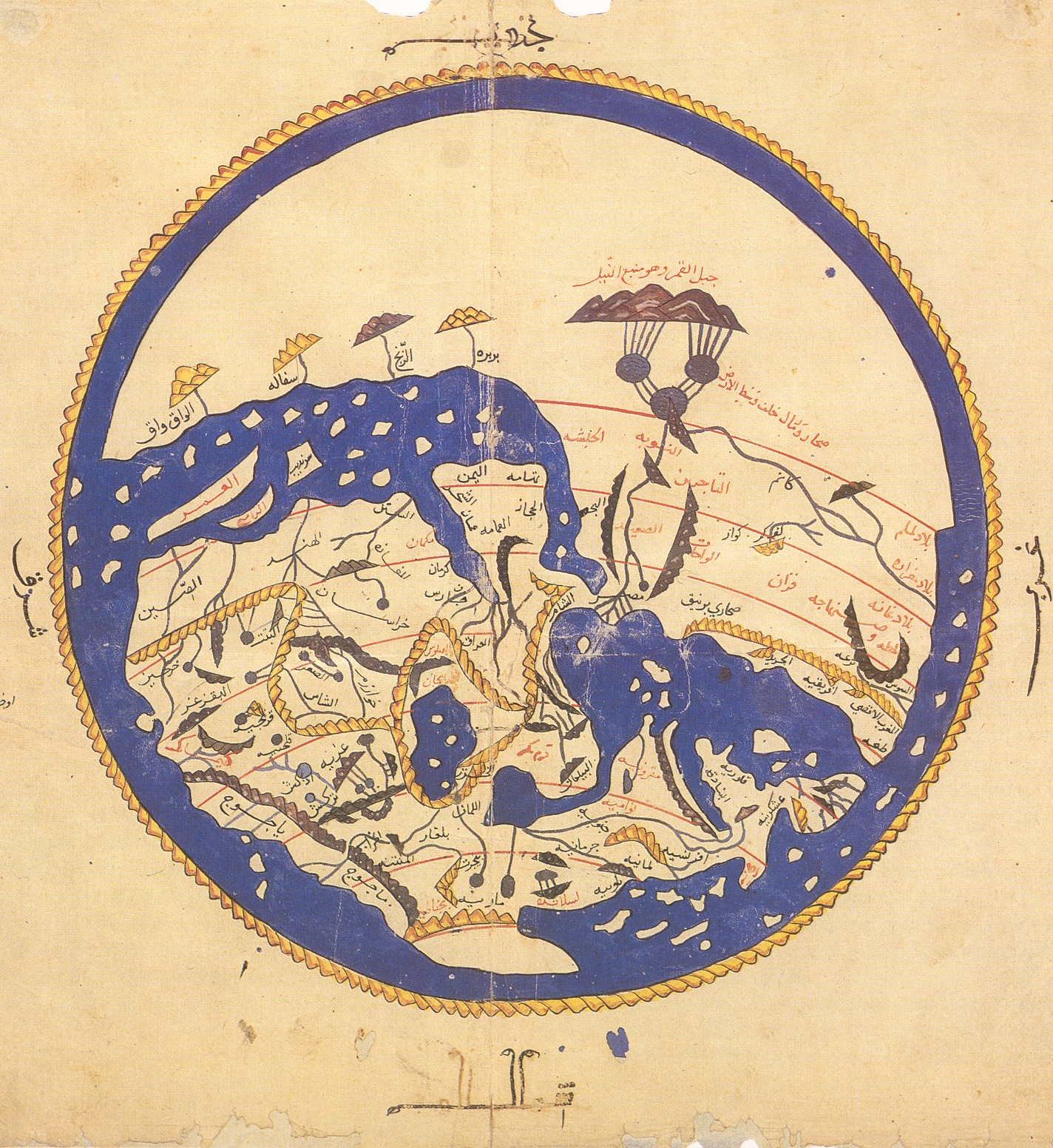
Arabische Weltkarte, 12. Jh.; Süden ist oben: Der Nil entfließt zwei Binnenseen, die aus Quellen am Fuß eines Gebirges gespeist werden, und vereinigt sich in einem dritten See.
Europäische Karte „Abessiniens“, 16. Jh.; Der Nil und seine oberen Nebenflüsse entfließen Binnenseen.

## Fauna

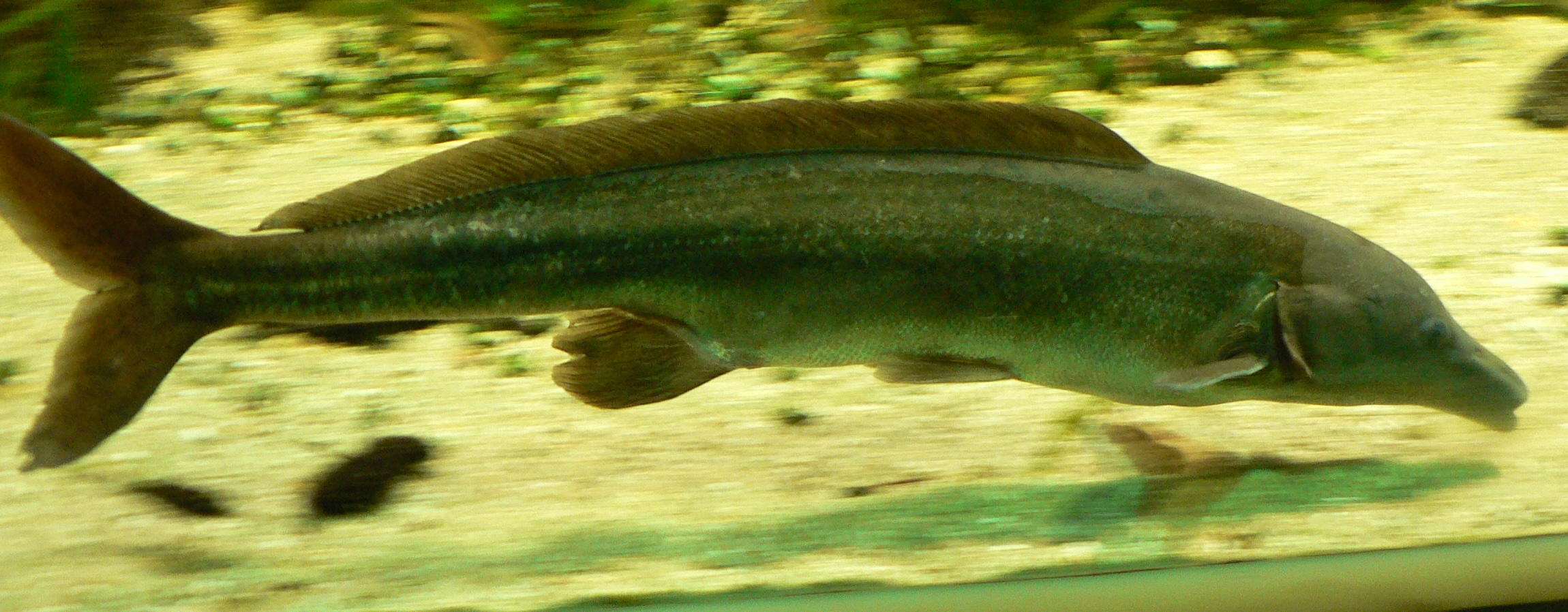
Nilhechte, wie diese Mormyrus-Art verdanken dem Fluss ihren deutschen Trivialnamen.

Der Nil wird von über 120 Fischarten bewohnt, was für einen Fluss dieser Länge nicht viele sind. FishBase listet für den Nil 168 Arten (Stand 2025). Endemisch sind etwa ein Viertel der Arten, eine endemische Gattung gibt es nicht. Das Niltal bildet keine zoogeografische Einheit, etwa 75 Arten kommen auch im Stromgebiet des Niger und die meisten dieser Arten auch in anderen westafrikanischen Flüssen vor. Über 20 im Nil lebende Fischarten sind auch im Kongobecken zu Hause. Zu den großen im Nil lebenden Fischarten gehören der Plankton fressende Afrikanische Knochenzüngler (Heterotis niloticus) und die Raubfische Großnilhecht (Gymnarchus niloticus) und Nilbarsch (Lates niloticus). Die Zitterwelse sind mit zwei Arten vertreten, Malapterurus electricus und Malapterurus minjiriya. Die artenreichste Fischfamilie sind die Karpfenfische (Cyprinidae) mit 18 Arten und die Nilhechte (Mormyridae) mit 16 Arten.
Viele weitere Tierarten erhielten nach dem Fluss ihren Namen, so etwa das Nilkrokodil, die Nilgans, die Nil-Grasratte, der Nilwaran und auch das Nil- oder Flusspferd.

## Brücken
Im Sudan wurde Anfang des 20. Jahrhunderts die Eisenbahn von Port Sudan nach Khartum und Wadi Halfa mit dem Zweig von Khartum über Sannar und Kusti nach El Obeid mit der An-Nil-al-azraq-Brücke über den Blauen Nil in Khartum und der Kusti-Eisenbahnbrücke über den Weißen Nil gebaut.
Oberhalb von Khartum gibt es im Sudan nun drei Straßenbrücken über den Weißen Nil.
Südlich des Sudan gibt es über den Weißen Nil nur fünf feste Querungen.

## Kanäle
- Jonglei-Kanal (unvollendet)